# فریدریش کر
فریدریش کر (آلمانی: Friedrich Kerr; ۲ آوریل ۱۸۹۲ – ۹ اکتبر ۱۹۷۴) بازیکن سابق و مربی فوتبال اهل اتریش بود.
وی همچنین در تیم ملی فوتبال اتریش بازی کرده‌است.